# Championnats d'Europe d'aviron 1931
Navigation
Édition précédente Édition suivante
Les championnats d'Europe d'aviron 1931, trente-deuxième édition des championnats d'Europe d'aviron, ont eu lieu en août 1931 à Paris, en France (précisément sur la Seine à Suresnes).

## Palmarès

### Hommes
| Épreuves             | Or | Argent | Bronze |
| -------------------- | --- | --- | --- |
| Skiff M1x            | Édouard Candeveau (SUI) | Enrico Mariani (ITA) | Vincent Saurin (FRA) |
| Deux de couple M2x   | Suisse Helmut von Bidder Hans Hottinger | Bulgarie Béla Szendey Andras Szendey | Italie Michelangelo Bernasconi Enrico Mariani                                                                                          |
| Deux de pointe M2-   | Pays-Bas Pieter Roelofsen Godfried Roëll | Italie Rino Galeazzi Vittorio Lucchini | France Edgard Chassaing Robert Lefèvre                                                                                                 |
| Deux barré M2+       | France Anselme Brusa André Giriat Pierre Brunet (barreur)                                                                                            | Italie Romeo Sisti Zemiro Siboni Guido Spernazzati (barreur)                                                                                              | Suisse Marcel Heitsch Erwin Allemann Julien Cotts (barreur)                                                                            |
| Quatre de pointe M4- | Suisse Gustav Wachtel Paul Wachtel Ernst Bühler Willy Müller                                                                                         | Pologne Henryk Budziński Zygmunt Kasprzak Karol Nowakowski Jan Mikołajczak                                                                                | Pays-Bas P.S. Heerema R.E.J. Weber W.E.F. Winckel G. Slotboom                                                                          |
| Quatre barré M4+     | Italie Antonio Garzoni Provenzani Francesco Cossu Giliante D'Este Antonio Ghiardello Emilio Gerolimini (barreur)                                     | Danemark Aage Hansen Christian Olsen Walther Christiansen Richard Olsen Poul Richardt (barreur)                                                           | Suisse Karl Schöchlin Hans Schöchlin Paul Käser Hans Niklaus Antoine Mambretti (barreur)                                               |
| Huit M8+             | France Albert Bonzano Jean Tarcher Maurice Pernin Daniel Guilbert Charles Luraud Jean Cottez Louis Devillié Émile Lecuirot André Blondiaux (barreur) | Italie Vittorio Cioni Enrico Garzelli Guglielmo Del Bimbo Dino Barsotti Renato Bracci Eugenio Nenci Mario Balleri Renato Barbieri Cesare Milani (barreur) | Hongrie Pál Domonkos Károly Gyurkóczy Kornél Klima László Bartók Béla Blum Hugó Ballya László Szabó Zoltán Török Béla Zoltán (barreur) |